# Barrera (Texas)
Barrera es un lugar designado por el censo ubicado en el condado de Starr en el estado estadounidense de Texas. En el Censo de 2010 tenía una población de 108 habitantes y una densidad poblacional de 1.667,96 personas por km².

## Geografía
Barrera se encuentra ubicado en las coordenadas 26°23′33″N 98°53′55″O / 26.39250, -98.89861. Según la Oficina del Censo de los Estados Unidos, Barrera tiene una superficie total de 0.06 km², de la cual 0.06 km² corresponden a tierra firme y (0%) 0 km² es agua. Se ubica en el sur del estado cerca del rio Bravo y la frontera con México..

## Demografía
Según el censo de 2010, había 108 personas residiendo en Barrera. La densidad de población era de 1.667,96 hab./km². De los 108 habitantes, Barrera estaba compuesto por el 100% blancos, el 0% eran afroamericanos, el 0% eran amerindios, el 0% eran asiáticos, el 0% eran isleños del Pacífico, el 0% eran de otras razas y el 0% pertenecían a dos o más razas. Del total de la población el 99.07% eran hispanos o latinos de cualquier raza.